# Laspol (obwód miński)
Laspol (biał. Располле, ros. Располье) – wieś na Białorusi, w obwodzie mińskim, w rejonie wilejskim, w sielsowiecie Wiazyń.

## Historia
W czasach zaborów folwark w gminie Wiazyń, w powiecie wilejskim, w guberni wileńskiej Imperium Rosyjskiego.
W latach 1921–1945 folwark a następnie osada wojskowa leżała w Polsce, w województwie wileńskim, w powiecie wilejskim, w gminie Wiazyń.
Według Powszechnego Spisu Ludności z 1921 roku zamieszkiwało tu 75 osób, 19 było wyznania rzymskokatolickiego, 56 prawosławnego. Jednocześnie 26 mieszkańców zadeklarowało polską, 49 białoruską przynależność narodową. Było tu 5 budynków mieszkalnych. W 1931 w 21 domach zamieszkiwało 126 osób.
Wierni należeli do parafii rzymskokatolickiej w Ilii i prawosławnej w Wiazyniu. Miejscowość podlegała pod Sąd Grodzki w Ilii i Okręgowy w Wilnie; właściwy urząd pocztowy mieścił się w Wiazyniu. W wyniku napaści ZSRR na Polskę we wrześniu 1939 miejscowość znalazła się pod okupacją sowiecką. 2 listopada została włączona do Białoruskiej SRR. 
W listopadzie 1939 roku osadnicy wojskowi zostali aresztowani przez NKWD i wywiezieni do więzienia w Wilejce. Po wybychu wojny niemiecko-radzieckiej więźniowie zostali ewakuowani do Mińska. Część została zamordowana „po drodze”, ich mogiła znajduje się e miejscowości Kasuta. Rodziny osadników w 1940 roku zostały deportowane do Kazachstanu.
Od czerwca 1941 roku pod okupacją niemiecką. W 1944 miejscowość została ponownie zajęta przez wojska sowieckie i włączona do Białoruskiej SRR.
Od 1991 roku w składzie niepodległej Białorusi.